# Вегетативное размножение

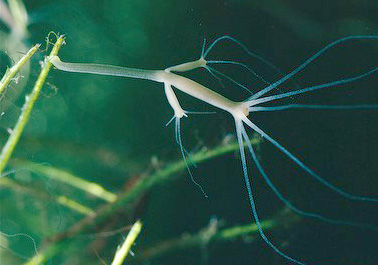
Почкование у пресноводной гидры (Hydra oligactis)

Вегетати́вное размноже́ние — образование новой особи из многоклеточной части тела родительской особи, один из способов бесполого размножения, свойственный многоклеточным организмам. У водорослей и грибов происходит путём отделения неспециализированных участков таллома или посредством образования специализированных участков (выводковые почки водоросли сфацелярии и др).
У высших растений происходит либо как распадение материнской особи на две и более дочерние особи (например, при отмирании ползучих побегов или корневищ, отделении корневых отпрысков), либо как отделение от материнской особи зачатков дочерних (например, клубни, луковицы, выводковые почки).
У некоторых растений могут укореняться отделившиеся от материнского растения побеги (у ивовых) или листья.
У животных вегетативное размножение (которое зоологи часто называют бесполым) осуществляется либо путём деления, либо посредством почкования.
В основе вегетативного размножения лежат процессы, сходные с процессами регенерации; как правило, при отсутствии способности к регенерации у данной группы организмов (например, коловратки, нематоды, пиявки) отсутствует и вегетативное размножение, а при наличии развитой регенерационной способности (кольчатые черви, гидроидные, плоские черви, иглокожие) встречается и вегетативное размножение.